# Wasserkraftwerk Granite Canal
Das Wasserkraftwerk Granite Canal befindet sich auf der zur kanadischen Provinz Neufundland und Labrador gehörenden Insel Neufundland.
Das Wasserkraftwerk Granite Canal gehört zu einem größeren Wasserkraftprojekt. Abstrom befindet sich das Wasserkraftwerk Upper Salmon. Vom oberstrom gelegenen Granite Lake führt ein 7,2 km langer Kanal zum Kraftwerk. Der See wird durch einen Staudamm am Granite Lake Brook auf eine Höhe von 309 m aufgestaut. Gespeist wird der Granite Lake vom oberstrom gelegenen aufgestauten See Burnt Pond, von welchem ein Kanal zum Granite Lake führt, sowie vom Victoria Lake, dessen Wasser wiederum zum Burnt Pond umgeleitet wird. Das Kraftwerk nutzt eine Fallhöhe von 37 m zum östlich gelegenen Meelpaeg Lake. Das Wasserkraftwerk ging 2003 in Betrieb. Es besitzt eine Kaplan-Turbine mit einer Leistung von 40 MW. Die Ausbauwassermenge liegt bei 122,4 m³/s. Die durchschnittliche Jahresenergieproduktion beträgt 220 GWh. Betreiber der Anlage ist Newfoundland and Labrador Hydro, eine Tochtergesellschaft von Nalcor Energy.